# Пеламіда атлантична
Пеламі́да атлантична  (Sarda sarda) — риба родини скумбрієвих (Scombridae).

## Опис
Довжина 60—65 см (іноді до 85 см), вага 3—4 кг (іноді до 7 кг). Пеламіда має витягнуте тіло з довгою гострою головою та великим ротовим отвором. Кістяне кільце навколо очей розвинено не повністю. Щелепи довгі, доходять до рівня заднього краю очей, верхня щелепа трохи довша за нижню. Луска дуже дрібна, але на грудному відділі крупна, утворює немов панцир. Бічна лінія хвилеподібно вигинається. Має два спинних плавця, перший довгий, складається з 21 — 24 колючих променів, другий короткий, складається з 12 — 16 м'яких променів. Позаду другого спинного плавця є 7 — 10 невеликих додаткових плавців. Анальний плавець складається з 11 — 15 м'яких променів, за ним 6 — 8 додаткових плавців. Дуже вузький хвостовий відділ тіла, який має кіль, хвостовий плавець у вигляді півмісяця. Забарвлення: спина блакитного кольору, боки та черево сріблясті, на боках 7 — 20 смуг, розташованих навкоси вздовж тіла.

## Поширення
Вид поширений біля берегів Європи, Америки та Африки, на півночі — до Англії та південної Норвегії. В Україні зустрічається у Чорному морі, куди заходить з Середземного навесні для харчування та нересту. Восени більша частина повертається через Босфор у теплі води, але невелика частина залишається у районі між Батумі та Трапезундом. Чисельність пеламіди у Чорному морі в різні роки сильно коливається.

## Спосіб життя та розмноження
Пелагічна хижа риба. Тримається зграями, полює на дрібну зграйна рибу (хамса, ставрида, сардини) біля поверхні води. Швидкий та ненажерливий хижак. Теплолюбний вид, але для харчування може заходити у прохолодні води. Статевої зрілості досягає у віці 3 років при вазі 2,5—3 кг. Розмноження у травні — червні біля поверхні води. Нерест проходить вночі у кілька етапів. Ікра пелагічна. Самиці відрізняються великою плодючістю. Мальки пеламіди дуже швидко ростуть, у віці 3 місяців вони досягають ваги 400—500 г.

## Охорона
На більшій частині ареалу стан природних популяцій виду залишається більш-менш стабільним. Саме тому він, згідно з Червоним списком МСОП, отримав охоронний статус «відносно благополучний вид». Але в окремих регіонах спостерігається тенденція до зниження чисельності популяції виду. Тому пеламіда атлантична занесена до Червоної книги Чорного моря (охоронна категорія: вид перебуває в критичному стані).

## Практичне значення
Пеламіда має велике промислове значення. М'ясо має гарні смакові якості, в ньому міститься до 10 % жиру та 23 % білка. М'ясо кремового кольору з невеликим темним прошарком. З пеламіди виробляють делікатесну солону продукцію, пресерви, коптять, також використовують для виробництва філе. У продаж потрапляє під товарною назвою «Пеламіда океанічна».